# Canada! (parti politique)
Canada! (Stylisé: CANADA!) était un parti politique officiel au Québec de 1994 à 1998.  Il a été fondé en 1994 à l'occasion de la fête du Canada par le fédéraliste Tony Kondaks , ancien conseiller principal du chef du parti Égalité, Robert Libman. 
Il s'appelait initialement parti Canada du Québec, mais parce que ce nom pouvais être confondu avec celui du parti Canada au niveau fédéral, il a changé sa typographie (avec toutes les lettres en majuscules et un point d'exclamation quelques semaines plus tard). 
Avec la montée du Parti québécois de Jacques Parizeau et de la possibilité d’un référendum sur l’indépendance du Québec, le message principal du parti Canada était de garantir que toute circonscription élisant l'un de ses candidats resterait au Canada même si le Québec votait en faveur de la souveraineté lors du référendum de 1995 . 
Kondaks a eu des démêlés avec le directeur général des élections du Québec parce que Kondaks utilisait une ligne téléphonique 1-900 pour financer les activités de son parti avec des fonds d'autres provinces.  Le juge Roland Tremblay a interdit aux Kondaks d'utiliser cette tactique en juillet 1994, affirmant que cette tactique était contraire à la loi électorale du Québec. 
Le parti Canada! a présenté 10 candidats et recueilli 2 567 voix (0,07% des suffrages exprimés) aux élections provinciales de 1994. Il a par la suite perdu son statut de parti officiel parce qu'il n'a présenté aucun candidat aux élections provinciales de 1998.  Kondaks a depuis déménagé aux États-Unis et vit maintenant à Mesa, en Arizona, mais reste impliqué dans la politique canadienne en envoyant régulièrement des lettres dans la tribune libre du quotidien anglophone de Montréal, The Gazette . 